# Cattedrale nuova di Santa Maria dell'Assedio

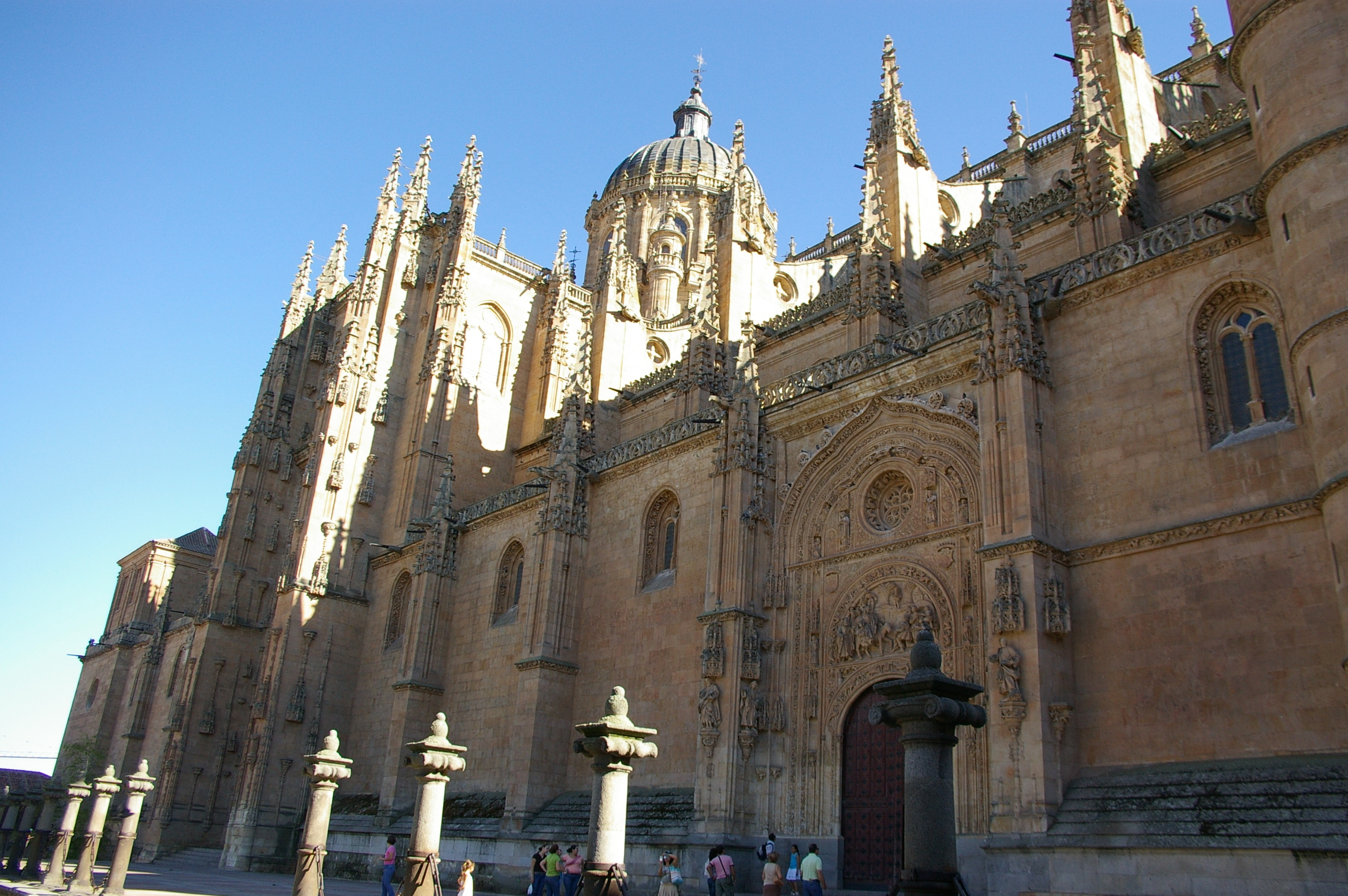
La cattedrale

La cattedrale di Santa Maria dell'Assedio si trova a Salamanca, in Spagna. È detta Catedral Nueva (cattedrale nuova) per distinguerla dall'adiacente Catedral Vieja (cattedrale vecchia). Il 17 giugno 1887 è stata dichiarata, con decreto reale, monumento nazionale.

## Storia

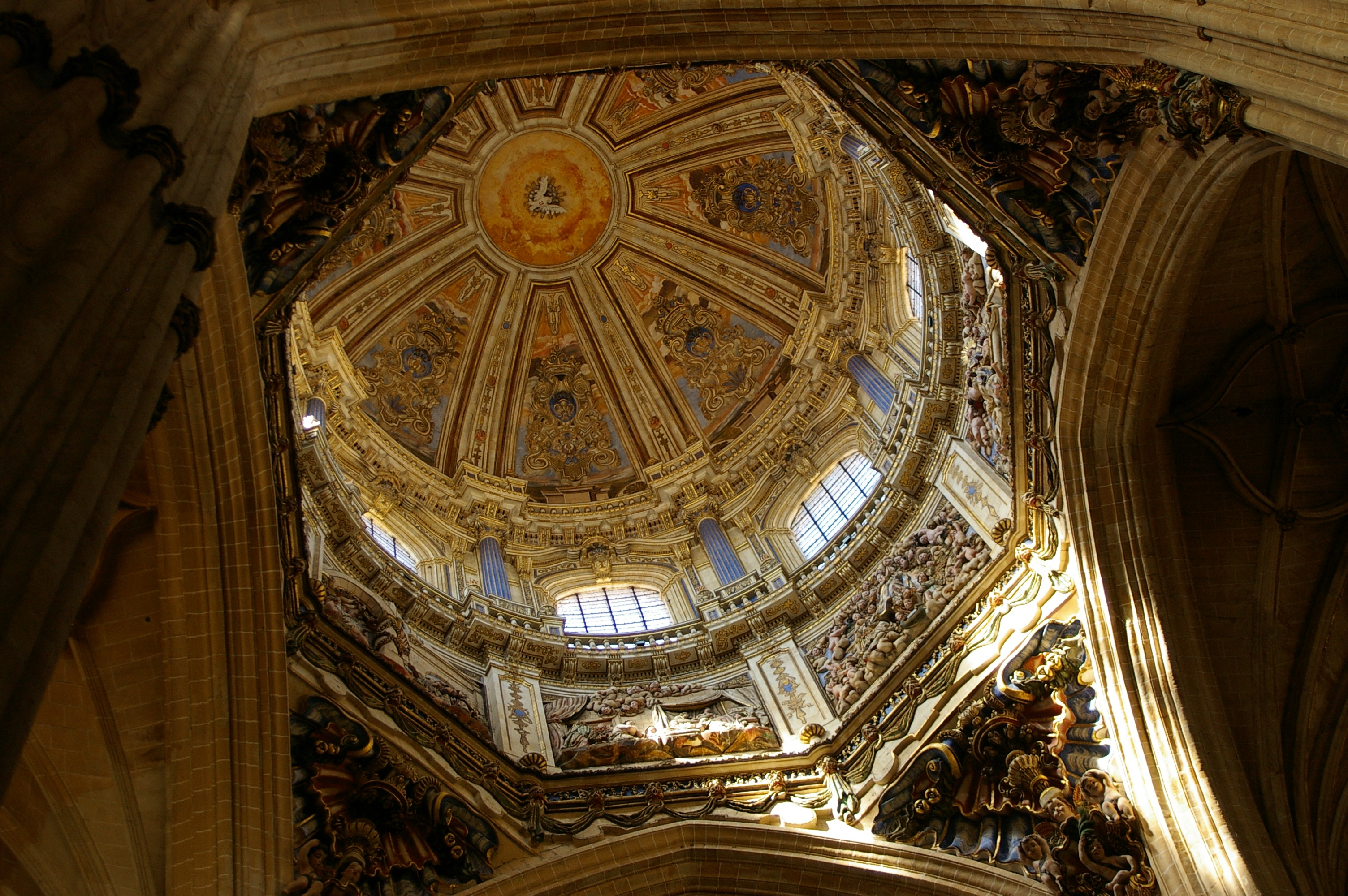
La cupola della Cattedrale vista dall'interno

Iniziata nel 1513 per volontà di Ferdinando II di Aragona, su progetto di Juan Gil de Hontañón, Antón de Egas e Alonso Rodrigues, e terminata nel 1733, la cattedrale nuova fu costruita accanto alla navata sinistra della cattedrale vecchia, e ha un campanile alto 110 metri. Originariamente doveva essere in stile gotico, cui però si aggiunsero elementi in stile rinascimentale e la cupola in stile barocco. L'edificio venne seriamente danneggiato dal terremoto di Lisbona del 1755 e successivamente restaurato. Contiene diverse sculture di Alejandro Carnicero.

## Esterno
La facciata principale, in stile gotico, ha tre archi riccamente decorati che conducono alle tre navate interne.
Sulla porta nord vi sono due sculture.

## Interno
L'interno è a croce latina a tre navate e al centro della navata principale è collocato il Coro dei Canonici, edificato tra il 1710-’33 su progetto di Joaquin e Alberto de Churriguera. La sua struttura è costituita da due ordini. Gli schienali dei sedili superiori del coro sono più alti e vi sono rappresentate immagini inerenti al Cristo Salvatore, agli Apostoli, agli Evangelisti, ai Santi venerati a Salamanca e ai Padri della Chiesa. Nella parte inferiore sono scolpiti busti di Santi e Vergini.Il retrocoro è un’opera scultorea in stile barocco in cui al centro, all’interno di una nicchia a tutto sesto con archivolto decorato con Testine alate, è collocata l’immagine di Santa Maria de los Perdones della metà del XVI secolo fra da due colonne circolari con capitelli dorati che sostengono architrave e timpano arcuato con stemma al centro. Negli spazi laterali, tra ricche decorazioni scultore, sono inserite le statue dei Santi Ana a sinistra e Juan Bautista a destra, opera di Juan de Juni. La pregevole decorazione scultorea, simile ad una trina lavorata con la pietra, prosegue sulle pareti laterali esterne del coro.
All’incrocio della navata centrale con il transetto, si trova la cupola formata da un corpo ottagonale ornato da dipinti su pennacchi da cui emergono rilievi policromi a tutto tondo e monumentali rilievi dei Misteri Mariani sormontati da un luminoso tamburo cilindrico. 
Al fondo della navata centrale, preceduto da una cancellata con coronamento a girali e corona al centro, è collocato il presbiterio in cui è la Cappella Maggiore, a pianta rettangolare, edificata nella seconda metà del XVIII secolo e conclusa da una volta policroma e dorata. Al drappo di velluto rosso che ricopre la parete di fondo è addossata l’immagine dell’Assunta realizzata nel 1624 da Esteban de Rueda e il Tabernacolo in diaspro e marmo è di Simón Gabilán Tomé, dove sono custodite le urne d’argento con i resti di san Giovanni da San Facondo, patrono di Salamanca, e san Tommaso di Villanova.
La Cattedrale possiede 18 cappelle, presenti sulle pareti esterne delle navate laterali e nelle absidi.
La Cappella d’Oro fu commissionata dall’arcidiacono Sànchez de Palenzuela intorno al 1515. Al suo interno sono presenti arcosoli contenenti tombe: tra queste vi è quella con la figura giacente del fondatore. Sulle pareti sono collocate statue policrome e dorate su mensole con baldacchini. Le immagini di Adamo ed Eva sono accompagnate da quelle di Patriarchi, Apostoli, Santi, Sibille e Profeti. Il Calvario presiede il dossale, mentre sullo sfondo è il dipinto di Adiosdado De Olivares.
La Cappella del Cristo delle Battaglie mostra il Crocifisso di Alberto de Churriguera (XVIII secolo) al centro dell’elaborato altare intagliato e dorato con putti e testine alate policrome che si affacciano tra elementi vegetali, volute e nastri scolpiti e dorati delle colonne e del coronamento del dossale. L’immagine della Vergine del Carmine proviene dal Convento di San Andrès.
Al centro dell’altare della Cappella di San Clemente (dal 2016 del SS. Sacramento) è collocato il dipinto del 1661 di Carlo Maratta della Vergine del Soccorso. Nell’attico è la tela raffigurante San Clemente.